# Scopula subtilis
Scopula subtilis là một loài bướm đêm trong họ Geometridae.